# Trirhacus discrepans
Trirhacus discrepans är en insektsart som först beskrevs av Franz Xaver Fieber 1876.  Trirhacus discrepans ingår i släktet Trirhacus och familjen kilstritar. Inga underarter finns listade i Catalogue of Life.